# Linnermolen (watermolen)
De Linnermolen is een voormalige watermolen te Linne in de gemeente Maasgouw in de Nederlandse provincie Limburg. De molen lag ten zuidwesten van Linne op de Vlootbeek. Op deze beek lag stroomopwaarts de Watermolen tussen Montfort en St. Joost.
Ten zuidoosten van de molen staat de Mariakapel en ten oosten van de watermolen staat staat de gelijknamige windmolen met de naam Linnermolen.

## Geschiedenis
Ergens rond of voor 1833 werd de watermolen gebouwd. Het was een middenslagmolen.
In 1870 of 1874 werden de stuwrechten van de Linnermolen verkocht aan het pas opgerichte waterschap De Vlootbeek als gevolg van overstromingen in de plaatsen Posterholt, Montfort en Maasbracht door het opstuwen van het water bij de Linnermolen. In 1882 werden de waterkerende werken en de sluis voor het molenrad geruimd door het waterschap.